# Natalia Lobanova
Natalia Lobanova (Unión Soviética, 30 de mayo de 1947-1998) fue una clavadista o saltadora de trampolín soviética especializada en plataforma de 10 metros, donde consiguió ser subcampeona olímpica en 1968.

## Carrera deportiva

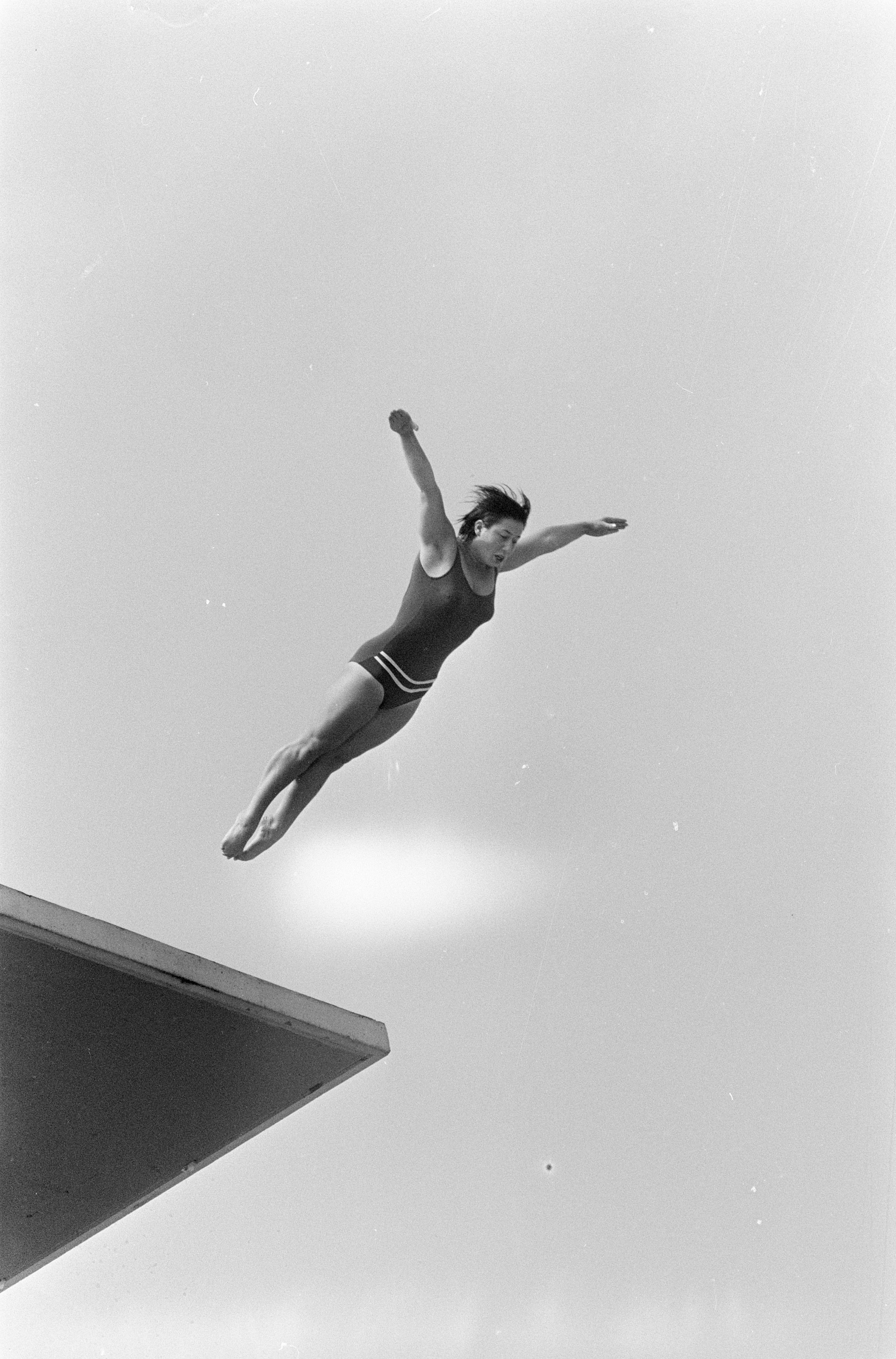

En los Juegos Olímpicos de 1968 celebrados en Ciudad de México ganó la medalla de plata en los saltos desde la plataforma de 10 metros, con una puntuación de 105 puntos, tras la checoslovaca Milena Duchková (oro con 109 puntos) y por delante de la estadounidense Ann Peterson (bronce con 101 puntos).